# Saltatriculi

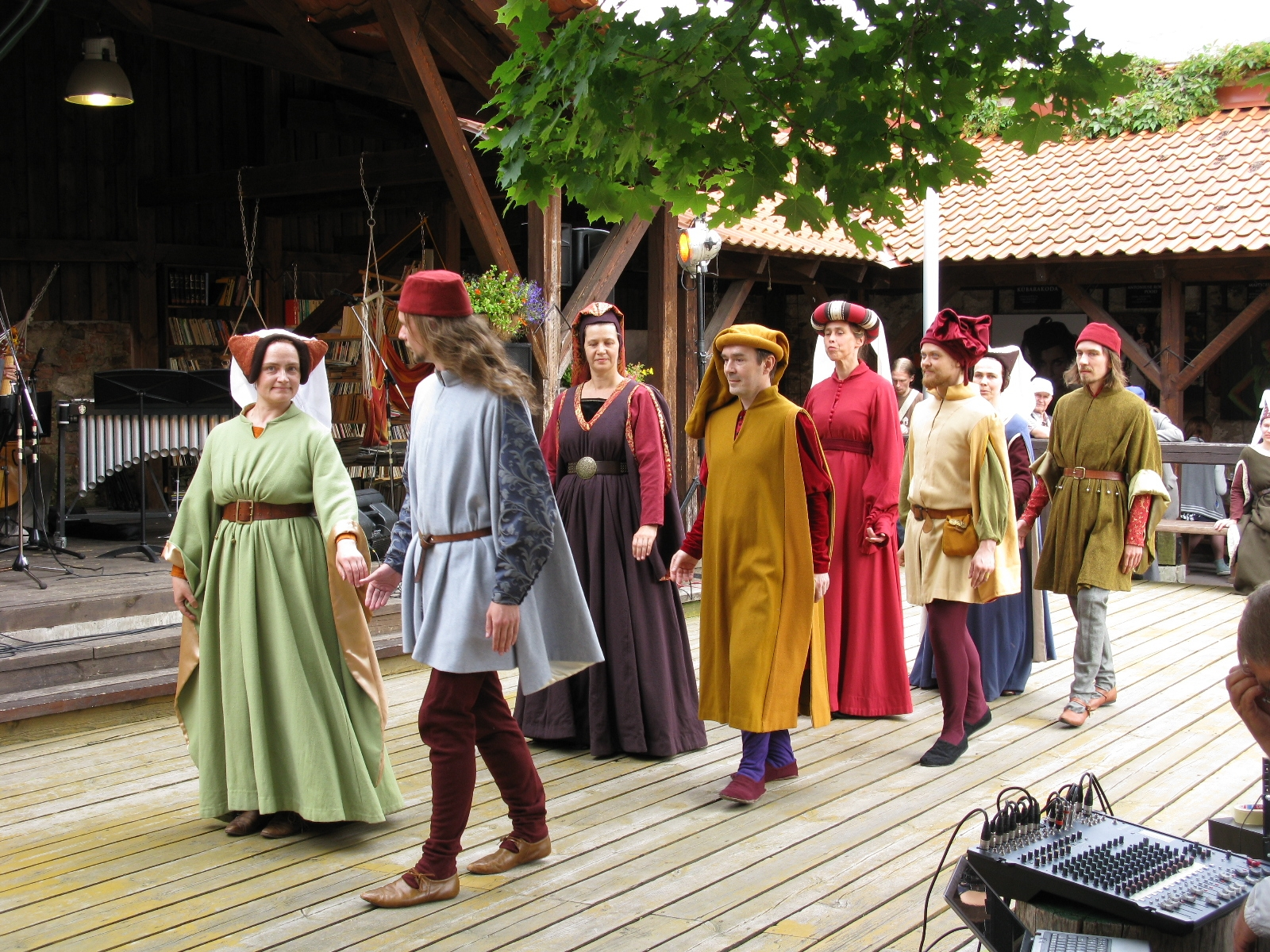
Saltatriculi у дворі Антонія під час Ганзейських днів у Тарту, липень 2012 р.

Saltatriculi (лат. танцюристи) — естонський ансамбль історичного танцю, заснований у 2001 році в місті Тарту, який виконує танці XV—XVIII століть.
До складу ансамблю входить десяток танцівників. Використовується історична хореографія, старовинні костюми та жива музика. Керівник ансамблю Кюллі Кресса реконструює танці за оригінальними історичними джерелами (Туано Арбо, Антоніус Арена, Джованні Амбросіо та Доменіко да П'яченца, Фабріціо Карозо, Чезаре Негрі, Лівіо Лупі да Караваджо, Джон Плейфорд).
Музику для танців Saltatriculi створюють гурти Triskele, Ellerino, Vaikuse Muusika, Grupeto, Fiori, Anneli Kuusk, Helena Uleksin, Helena Valpeteris та інші колективи та сольні виконавці. Костюми шиють самі учасники трупи.
Saltatriculi виступав на кількох фестивалях старовинної музики, щорічних ганзейських днях і тематичних заходах, а також організовував майстер-класи зі старовинних танців.

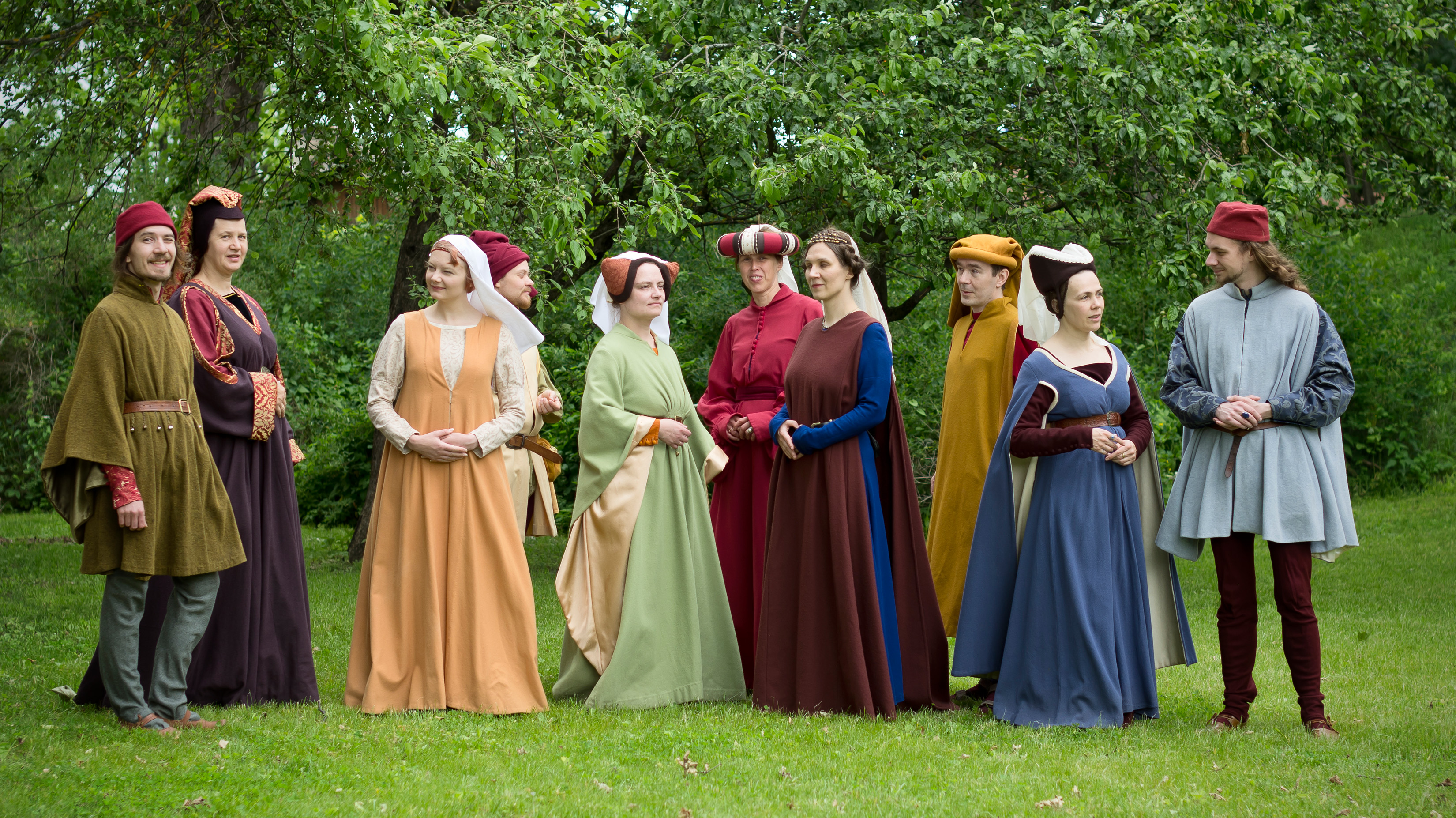
Saltatriculi в Пярну, 2012

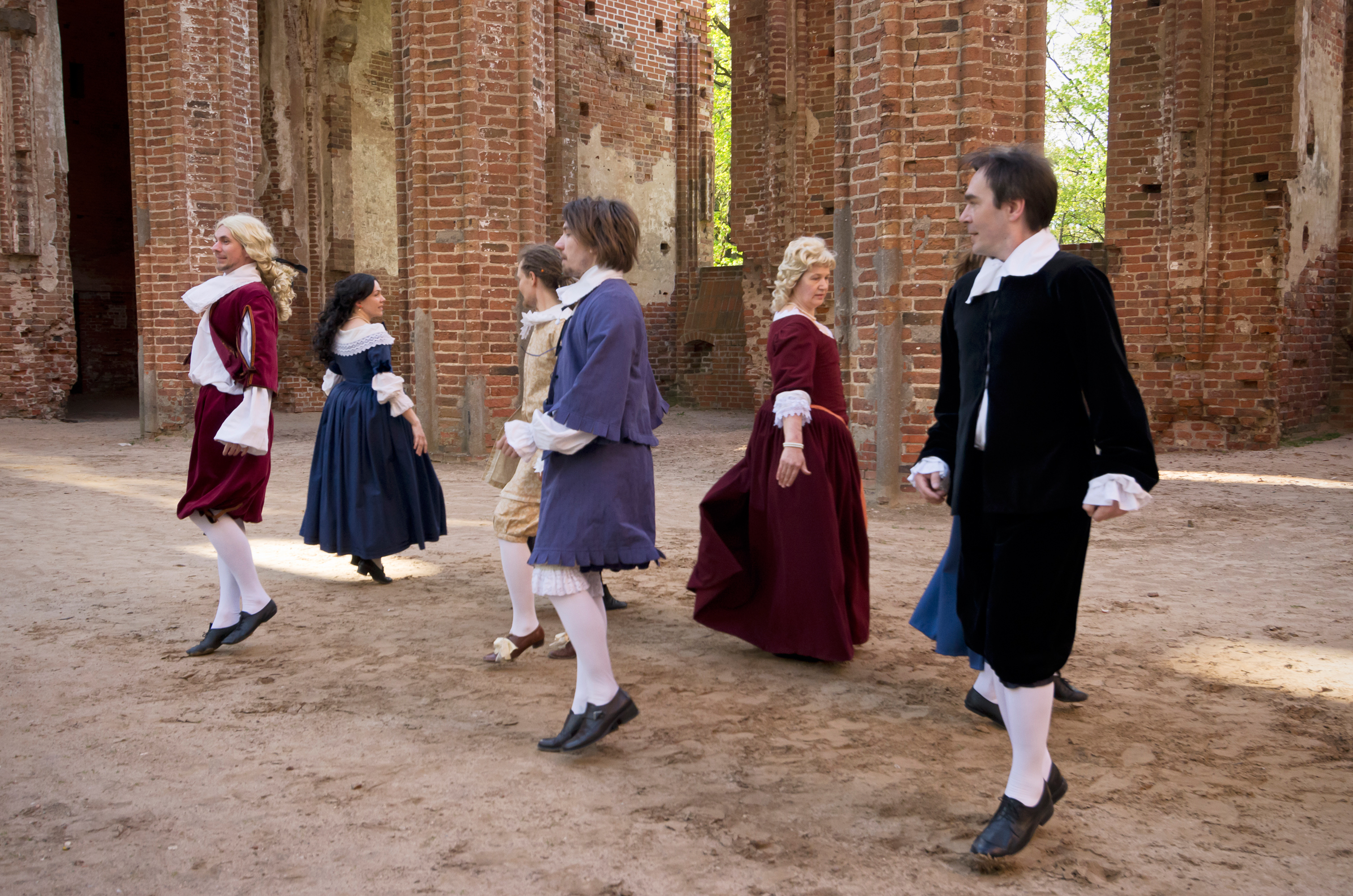
Ніч музеїв Saltatriculi 2015 на руїнах Тартуського собору
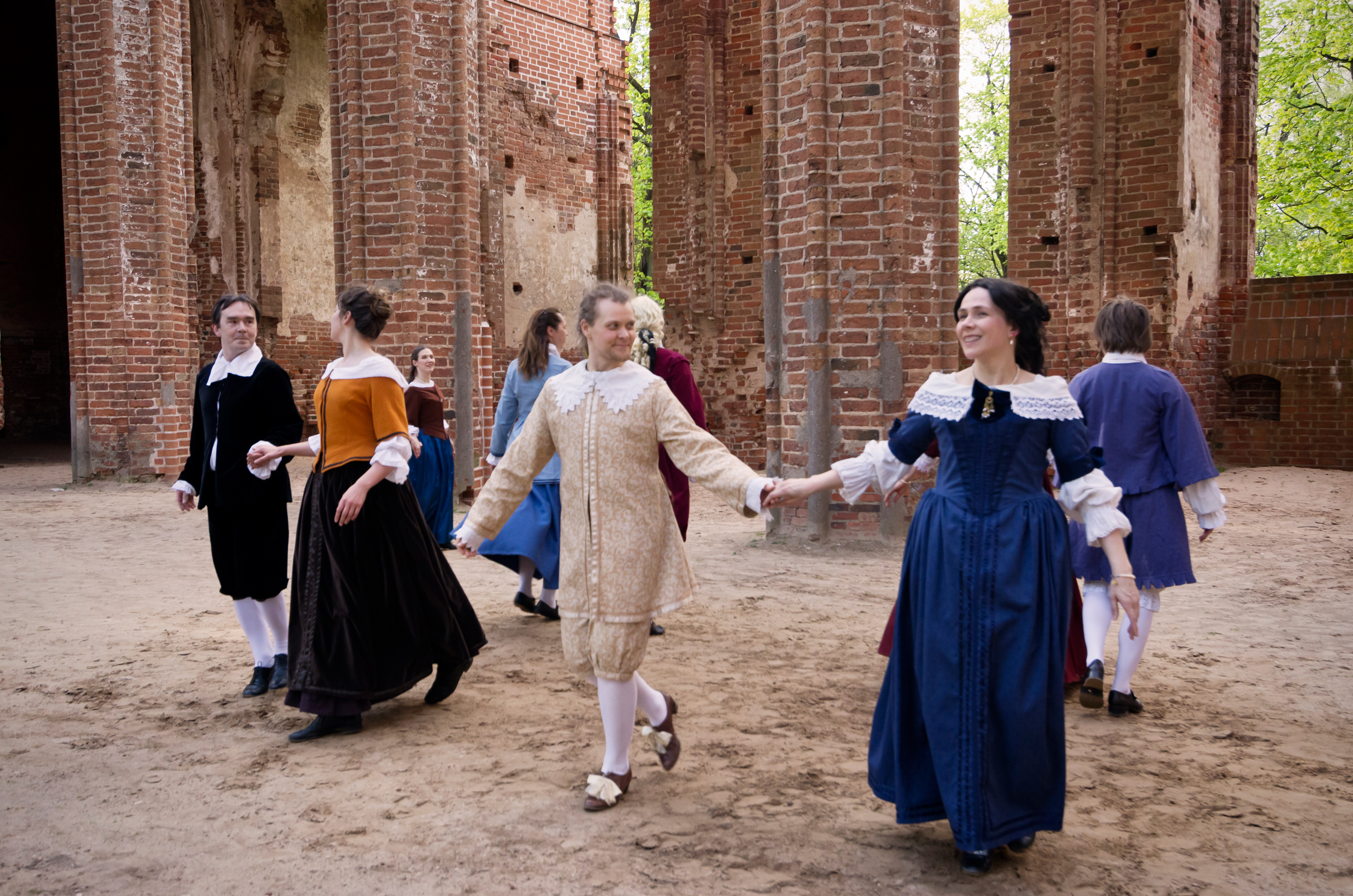
Ніч музеїв Saltatriculi 2015 на руїнах Тартуського собору
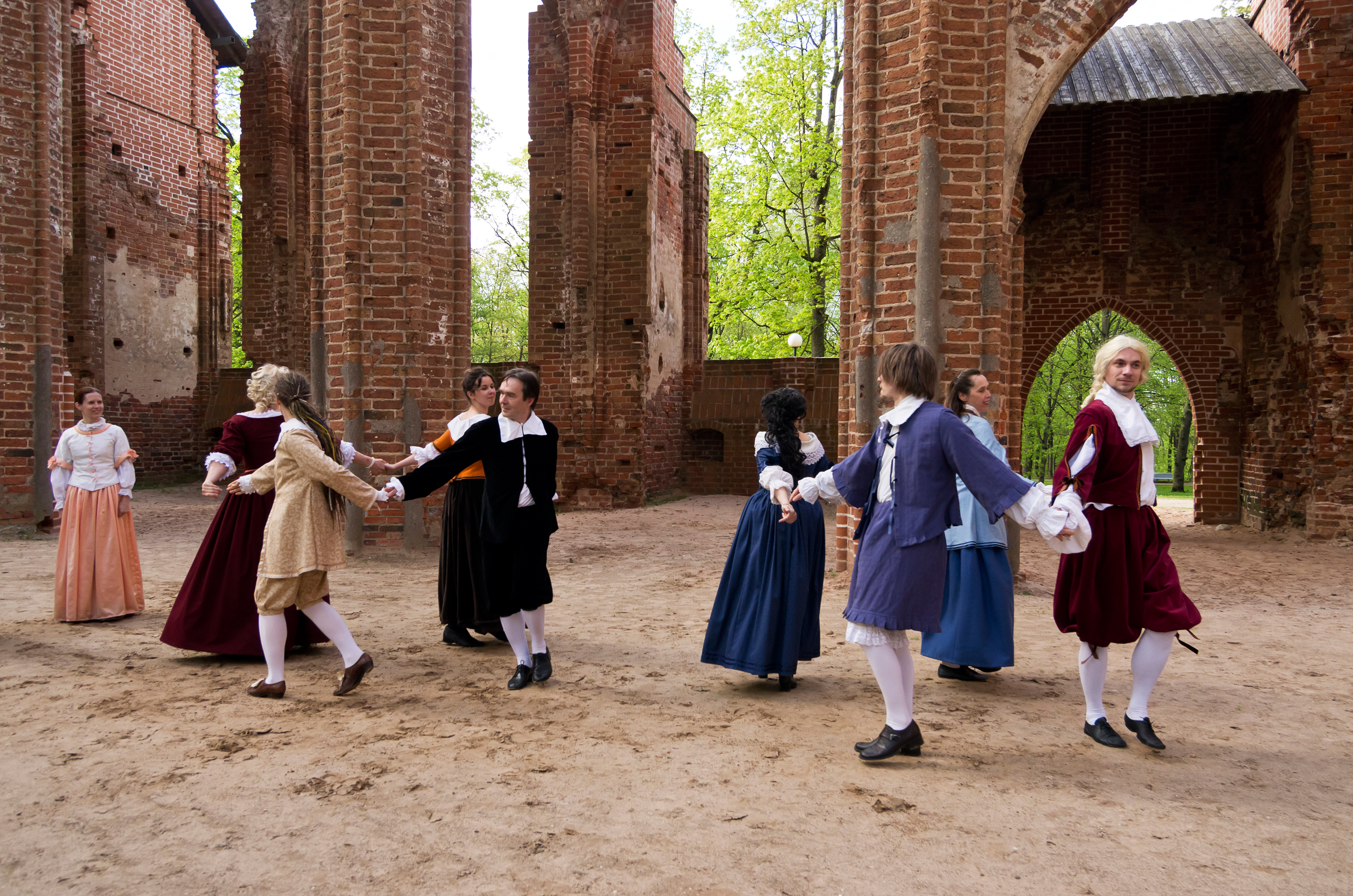
Ніч музеїв Saltatriculi 2015 на руїнах Тартуського собору
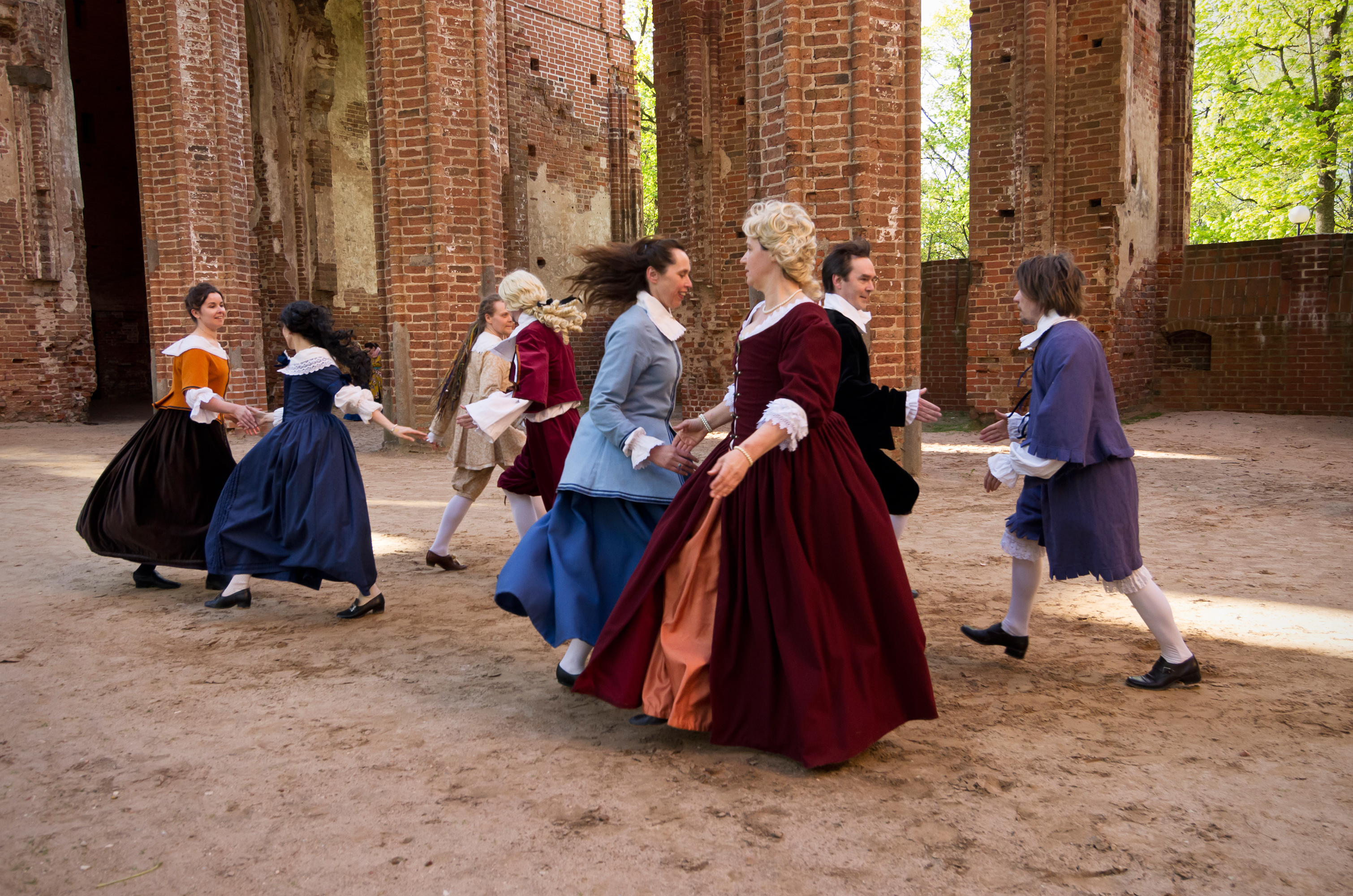
Ніч музеїв Saltatriculi 2015 на руїнах Тартуського собору
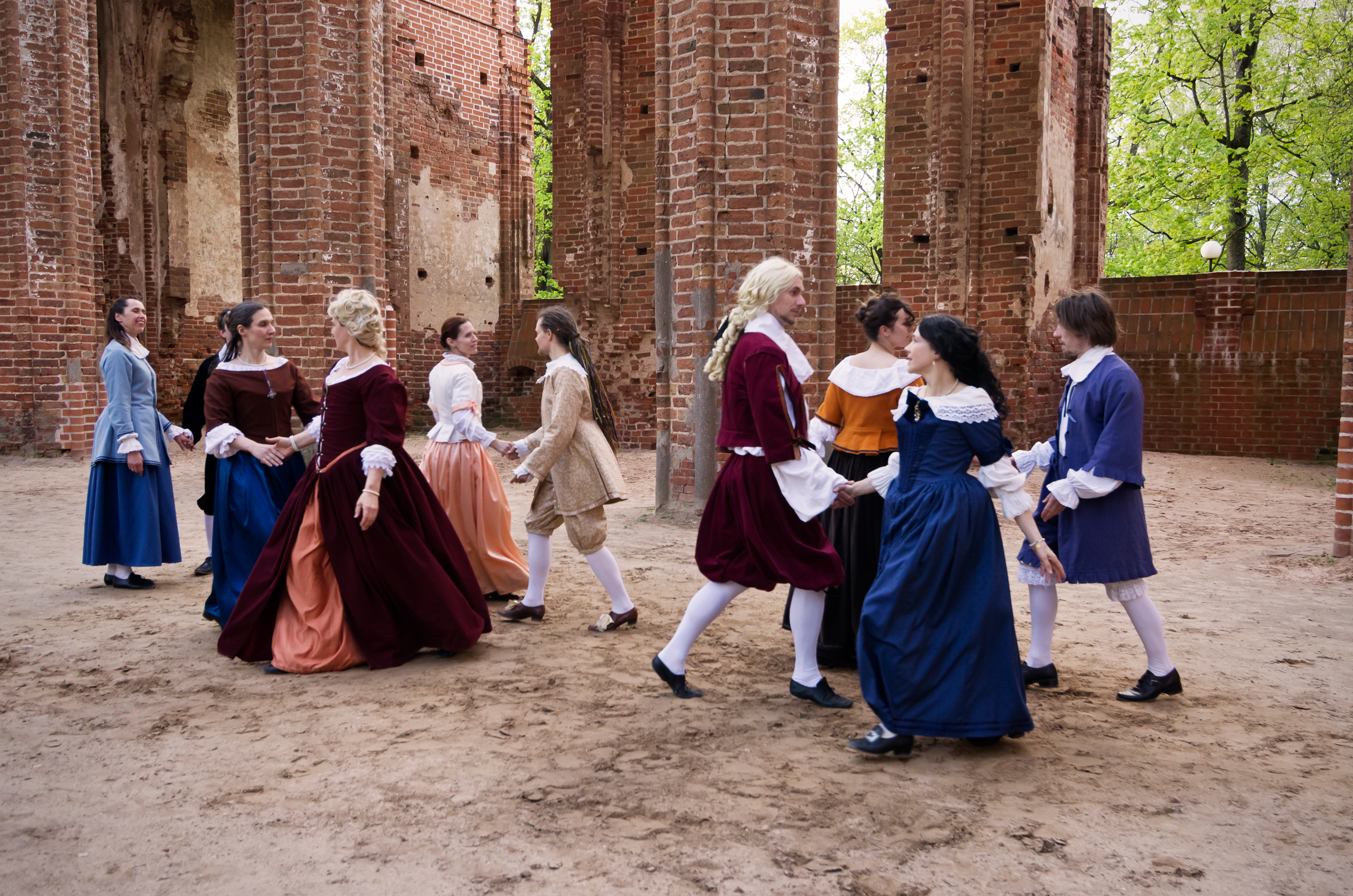
Ніч музеїв Saltatriculi 2015 на руїнах Тартуського собору
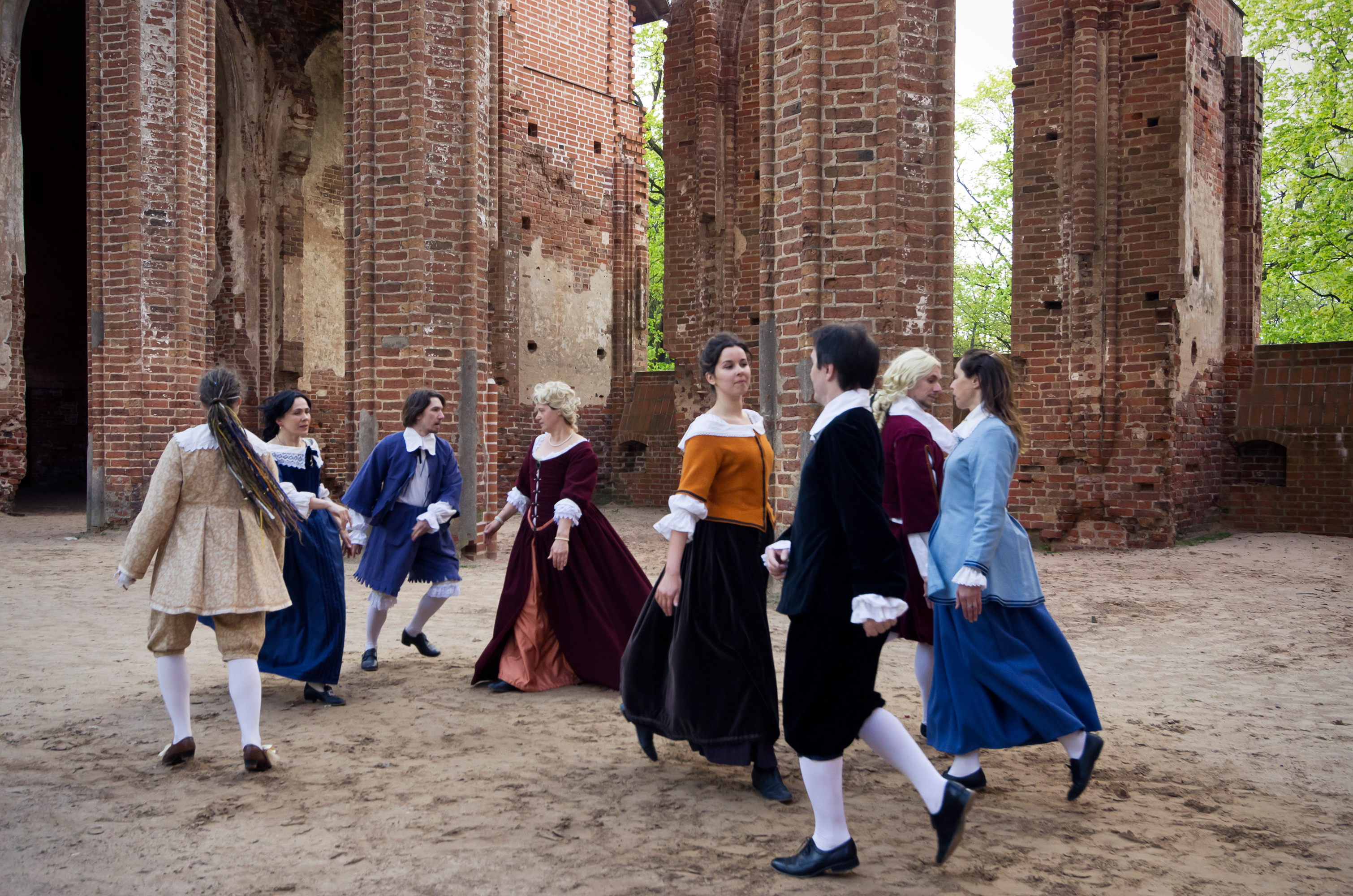
Ніч музеїв Saltatriculi 2015 на руїнах Тартуського собору
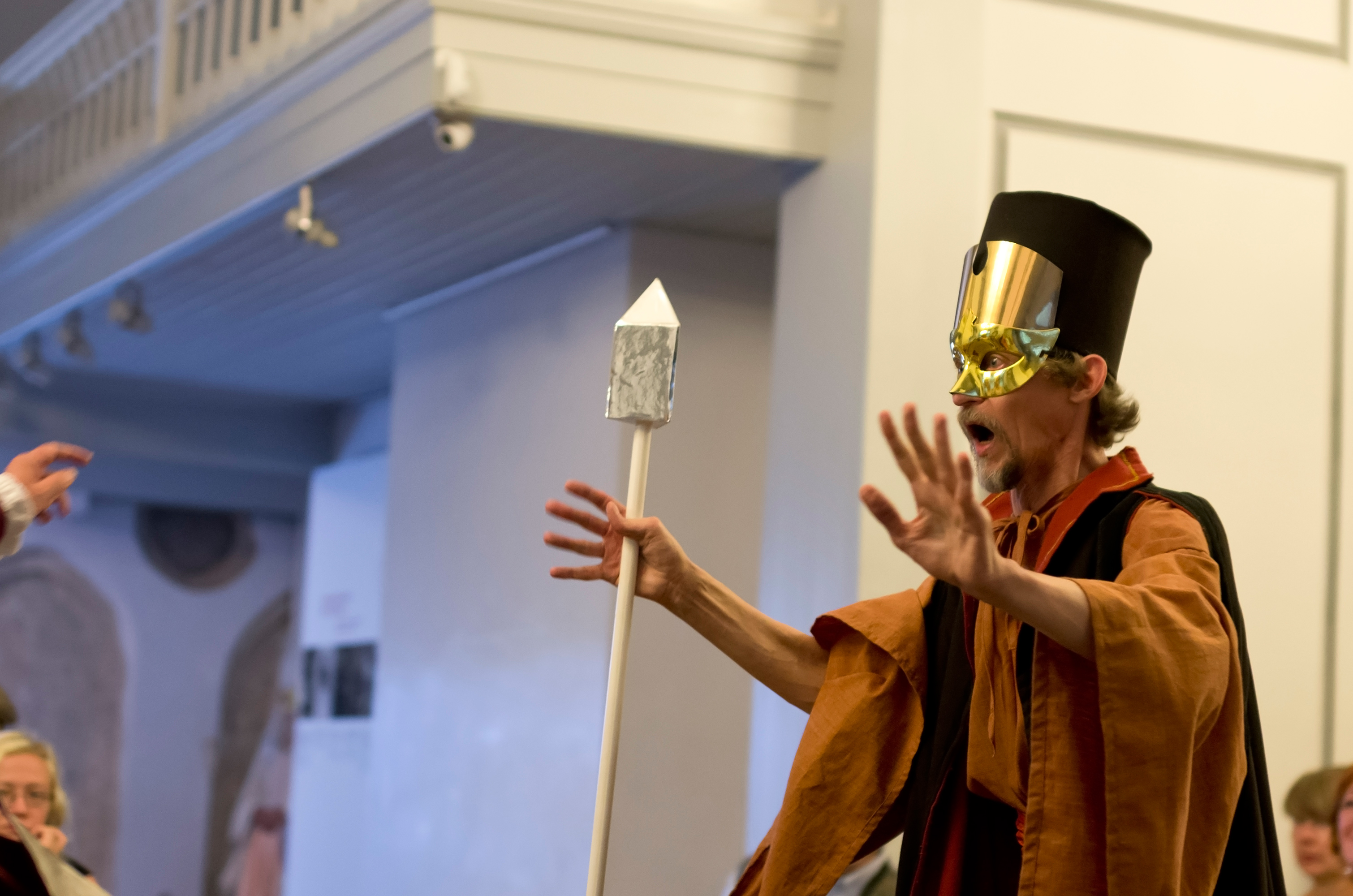
Чарівник у постановці «Несамовитий Роланд»
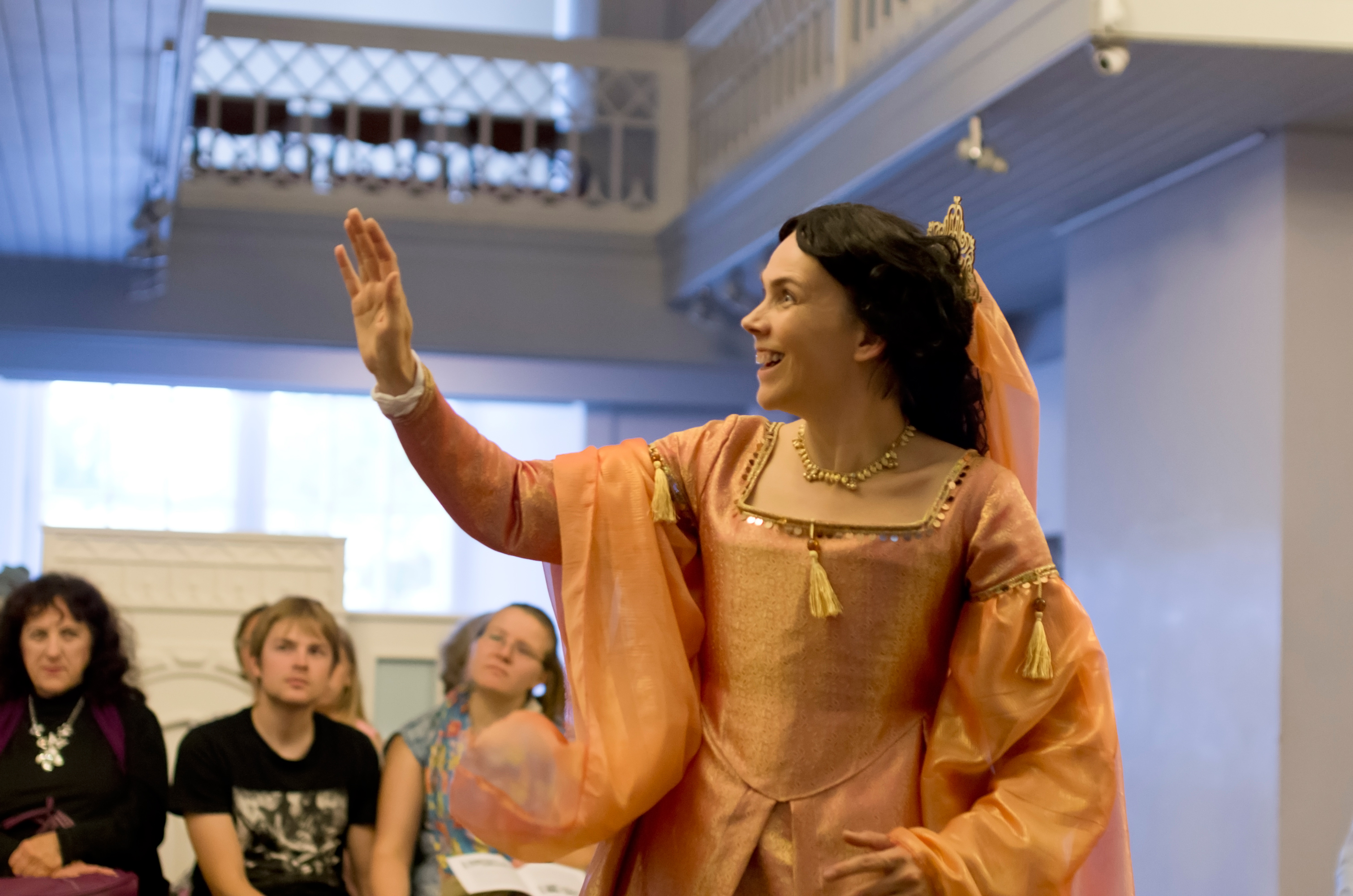
Анжеліка в постановці «Несамовитий Роланд»
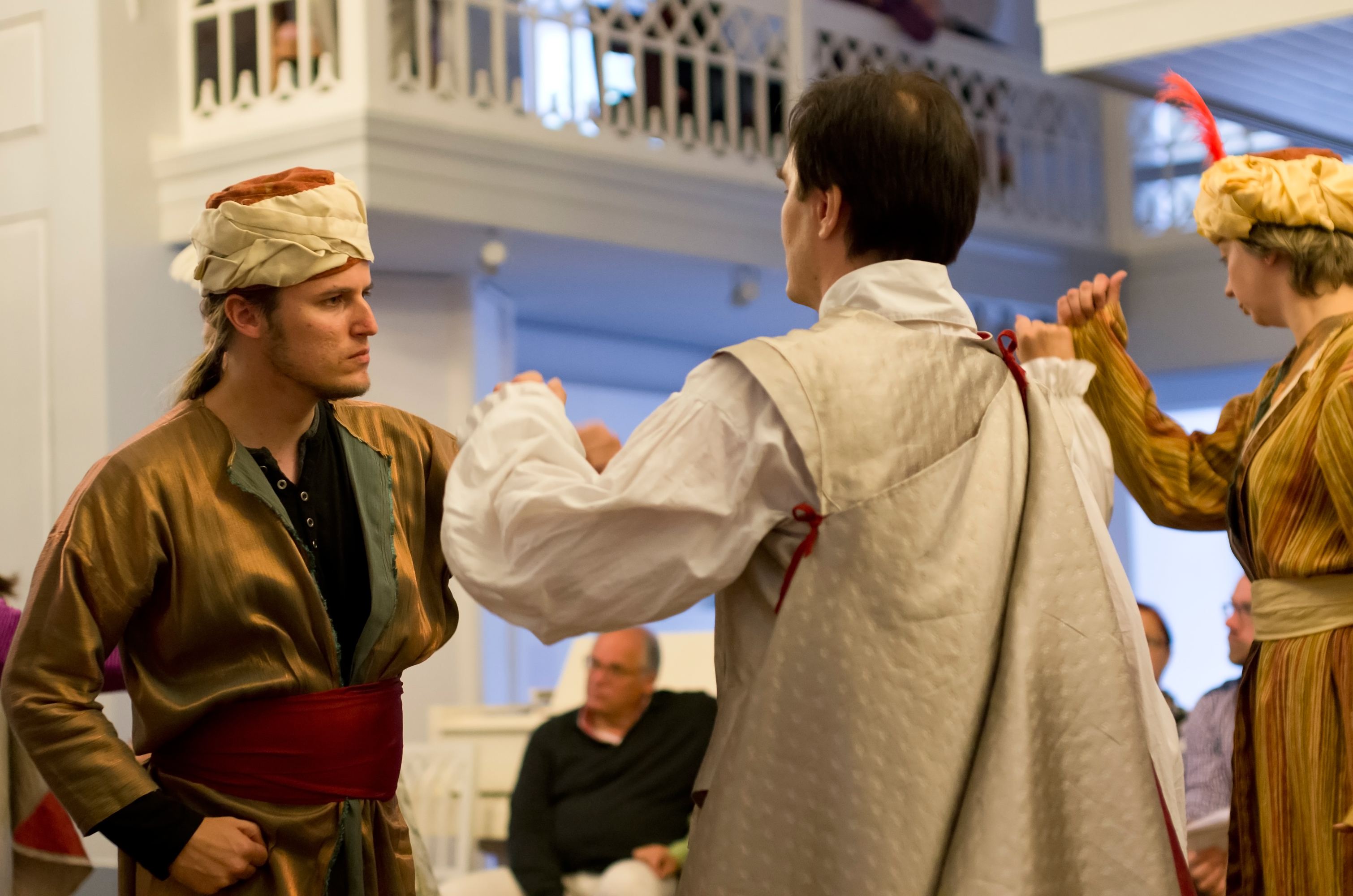
Битва між франками і сарацинами в п'єсі «Несамовитий Роланд»